# Nannocharax maculicauda
Nannocharax maculicauda is een straalvinnige vissensoort uit de familie van de hoogrugzalmen (Distichodontidae). De wetenschappelijke naam van de soort is voor het eerst geldig gepubliceerd in 1981 door Vari & Géry.